# La loca de la casa
La loca de la casa es una novela del escritor español Benito Pérez Galdós publicada en 1892, dentro del ciclo «espiritualista» de las novelas españolas contemporáneas. Concebida como novela dialogada en cuatro jornadas, el autor la adaptó a pieza dramática en cuatro actos, y fue estrenada en el Teatro de la Comedia de Madrid el 16 de enero de 1893.

## Argumento y crítica
Presentada como novela en cinco jornadas (sinónimo de 'cinco actos') y ambientada en la Barcelona del último tercio del siglo XIX, su publicación a finales del año 1892 casi pasó inadvertida, prestando el público de Galdós más atención a su estreno teatral en los primeros días de 1893.
La esencia de la historia puede resumirse en el juicio que expresó Leopoldo Alas «Clarín», comparándola con Ángel Guerra, como historia de "la fiera amansada por el amor" (siendo la fiera el rudo y activo "Pepet" y la artífice del milagro amoroso, Victoria, la loca de la casa); en palabras del crítico, escritor y amigo de Galdós, Victoria "joven mística, en el sentido vulgar y corriente de la palabra, emprende la conquista de un alma rebelde y fuerte, como el cristianismo emprendió la conquista de los bárbaros". La paralela lectura crítica de Joaquín Casalduero y su mirada global de la obra de Galdós, definirá al indiano José María Cruz como representante del ciclo de la materia y a Victoria como personaje en triunfo del ciclo del espíritu.

### Sinopsis y personajes
José María Cruz, alias "Pepet", emigrante enriquecido en California y México regresa a Barcelona, donde había nacido de unos humildes criados de los poderosos Moncada, industriales textiles. En la Ciudad Condal, donde espanta a la burguesía catalana con su rudeza y su presunción de indiano, "Pepet" visita el hogar de sus antiguos amos; en él, el viejo Juan de Moncada, que casi arruinado había intentado casar a su hija mayor, Victoria (la loca de la casa) con un noble catalán, y ante la negativa de ella y la amenaza de meterse en un convento, ve ahora la oportunidad de salvarse casando a la otra hija, Gabriela, con el indiano enriquecido. Por su parte, "Pepet" siente satisfecho su orgullo al sumar a su poder económico el abolengo, prestigio y nombre de los Moncada. Pero la trama se enreda cuando Victoria decide abandonar su idea de hacerse monja para casarse con el indiano "Pepet"; y se enredará aún más cuando Daniel, el despechado pretendiente de la nobleza catalana, comience a frecuentar el hogar de "Pepet" y Victoria, despertando el fantasma de los celos en el indiano... 

#### «Dramatis personae»
- Don Juan de Moncada
- Victoria hija de Moncada.
- Gabriela hija de Moncada.
- Doña Eulalia, hermana del mismo.
- La Marquesa de Malavella.
- Sor María del Sagrario
- Carmeta, criada de Moncada.
- José María Cruz
- Daniel, Marqués de Malavella.
- Jaime.
- Huguet, amigo y agente de Moncada
- Jordana, alcalde de Santa Madrona.
- Lluch, portero de la fábrica

## Adaptaciones

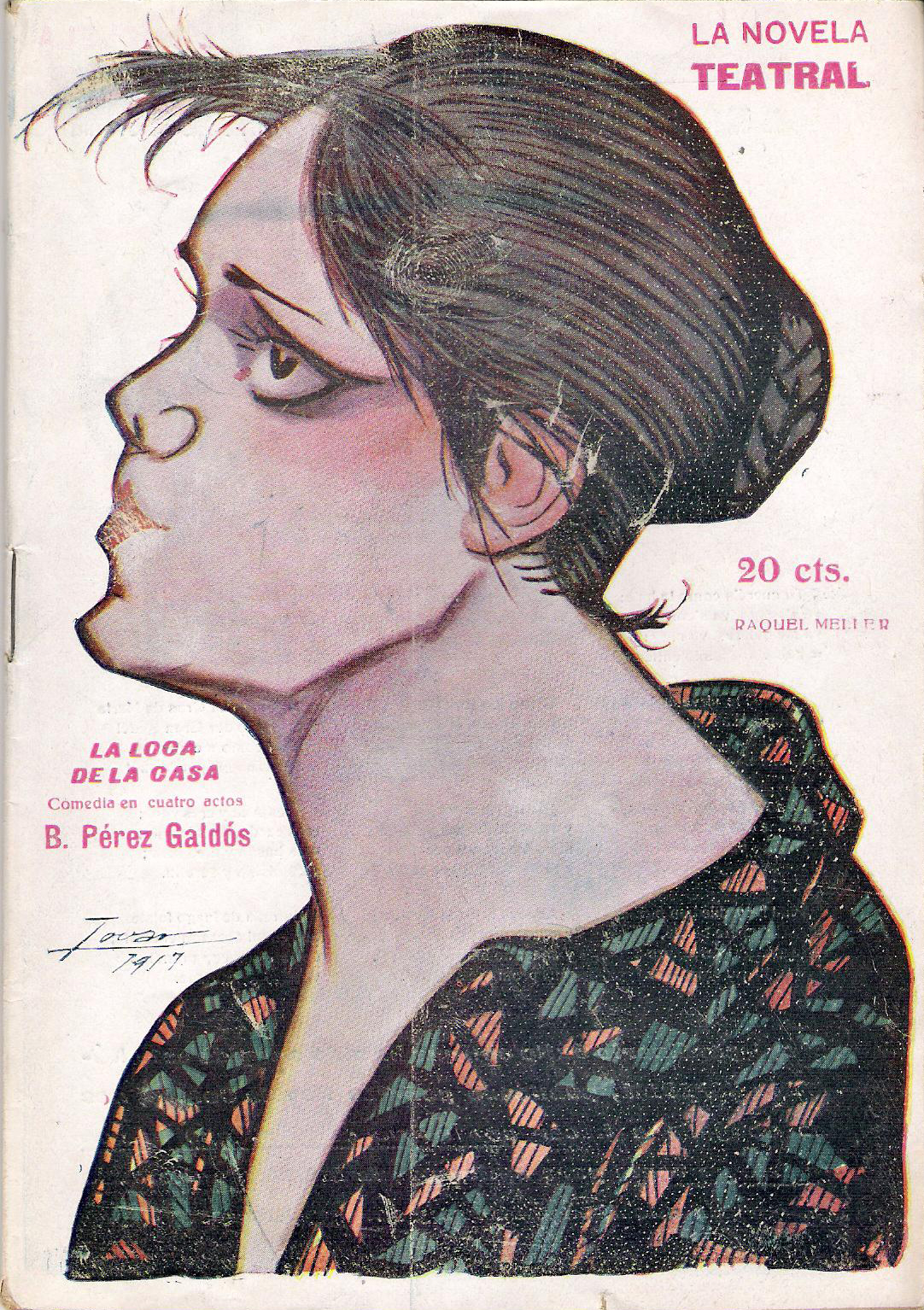
Portada de una edición de la versión teatral de La loca de la casa, para la colección La Novela Teatral (1918), con un retrato de la actriz y cantante Raquel Meller.

El propio Galdós realizó la adaptación teatral, pocos días después de haber concluido y publicado el texto como novela. 
Fue llevada al cine en 1950 por el realizador mexicano Juan Bustillo Oro; con Susana Freyre y el actor Pedro Armendáriz como principales intérpretes.
El 6 de septiembre de 1967 se estrenó la versión para televisión en el espacio dramático Estudio 1, y eran los actores principales José María Caffarel, Ana María Vidal, Fernando Delgado, Carmen de la Maza y Pedro Sempson.